# Todd Rogers
Todd Rodgers (ur. 30 września 1973 w Santa Barbara) – amerykański siatkarz plażowy. Mistrz Olimpijski z Pekinu, gdzie w 2008 r. występował w parze z Philem Dalhausserem.

## Sukcesy
- Mistrzostwa Świata:
  -  2007
  -  2009